# Das Hospiz auf dem großen Sankt Bernhard

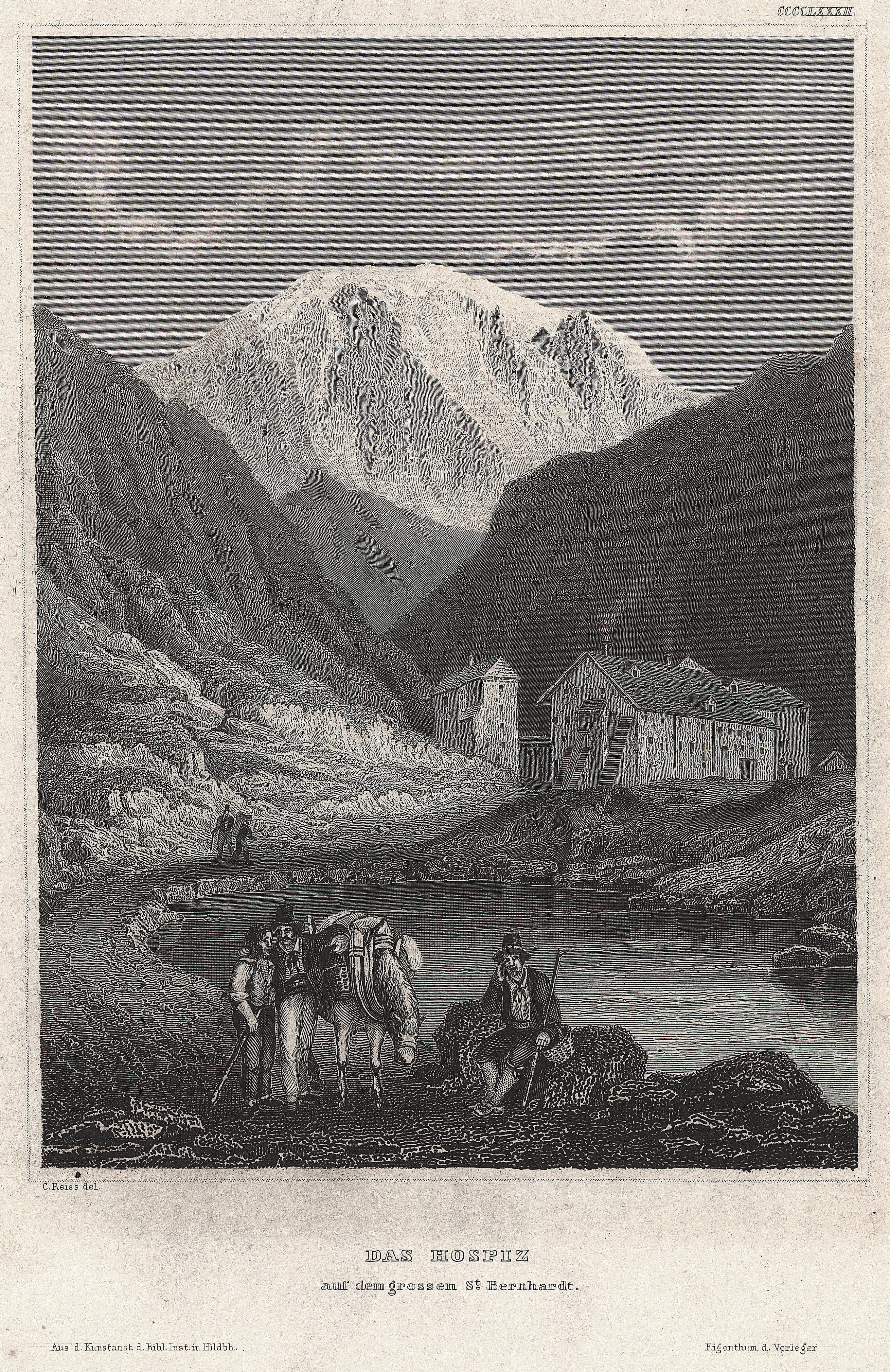
Hospiz auf dem großen Sankt Bernhard (1844)

Das Hospiz auf dem Großen St. Bernhard ist ein Versepos in drei Gesängen der Schriftstellerin Annette von Droste-Hülshoff. Als Versmaß dient ein jambischer Vierheber.

## Entstehung
Den unmittelbaren Anstoß für die Entstehung des Epos, das ursprünglich den Titel Barry, der Hund von St. Bernhard tragen sollte, gab Barri. Eine romantische Erzählung von Christian Samuel Schier. Droste-Hülshoff, die selbst nie den Großen St. Bernhard besucht hatte, schrieb an dem Werk über einen Zeitraum von sechs Jahren von 1828 bis 1833 in Rüschhaus. Wichtige Informationen erhielt sie dabei von ihrem späteren Schwager Joseph von Laßberg auf Schloss Eppishausen. Am 18. März 1837 berichtete sie ihm über Schwierigkeiten mit dem Kölner Verleger und Meinungsverschiedenheiten hinsichtlich der Herausgabe des Werks. Am 23. März 1837 schrieb sie an Christoph Bernhard Schlüter, dass sie es wünsche, „das Gedicht anderswo herauszugeben“ … „für auswärts mache ich mir bessere Erwartungen und möchte meiner lieben Mutter, die im Grunde jedes öffentliche Auftreten scheut wie den Tod und nur zu empfindlich ist für die Stimme des Publikums, gern zuerst die möglichst angenehmsten Eindrücke gönnen“. In einem Brief vom 1. August 1838 an ihre Mutter Therese von Droste-Hülshoff berichtete sie von der unmittelbar bevorstehenden Veröffentlichung des Bandes als ihrem ersten „Versuch, vor’s Publikum zu treten“, und bedauert hierin die gerade in diesem Teil vorkommenden Druckfehler.
Lediglich der erste und zweite Gesang des Werks wurden zusammen mit den beiden Epen Des Arztes Vermächtnis und Die Schlacht im Loener Bruch 1838 in dem Band Gedichte als ihrem Erstlingswerk in Münster publiziert. Der dritte Gesang, der die Tragik des Geschehens in das einer wunderhaften Rettung umdeutet, blieb zu Lebzeiten der Droste unvollendet und wurde erst in der von Levin Schücking besorgten Ausgabe der Sämtlichen Werke von 1878/1879 aus dem Nachlass veröffentlicht.

## Handlung

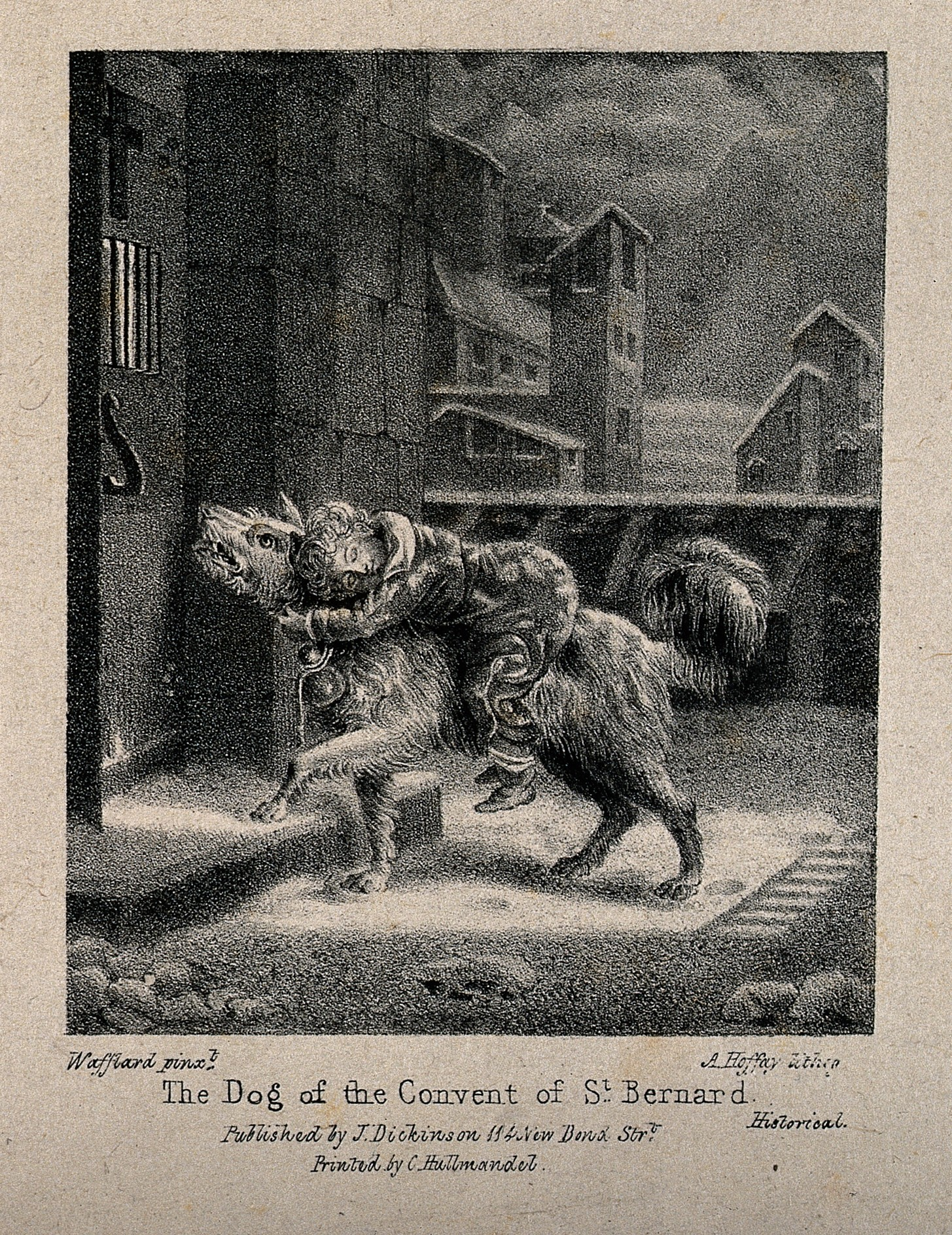
Der Bernhardiner Barry bringt ein Kind ins Hospiz (1828)

Ort der Handlung ist das an einem der wichtigsten Alpenübergänge der Walliser Alpen gelegene Hospiz auf dem Grossen St. Bernhard.

### Erster Gesang
Benoit, ein Greis, der seit seiner Jugend mit dem Großen St. Bernhard vertraut ist, versucht mit seinem verwaisten Enkel Henri den St. Bernhard zu überqueren, um ihn in Saint-Remy auf der savoyischen Seite seiner dort wohnenden Tochter Rose in Obhut zu übergeben. Von der stürmischen Winternacht und Eiseskälte überrascht finden sie Zuflucht in einer Totenkapelle, in der die Mönche des Hospizes Brot und Wein zurückgelassen haben. Sie fliehen aber vor dem Schauer der Totenkapelle, um in der Ferne die Glocke des Hospizes zu hören. Mit Mühe überwinden sie den vereisten Steg über die Drance. Angezogen von dem Bellen eines Hundes und den Stimmen des vorbeiziehenden Suchtrupps der Mönche, schläft der Greis ein.

### Zweiter Gesang
In der Kirche des Hospizes hält einer der Mönche, Eleuthère, Wacht und läutet die Glocke, um verirrten Wanderern den Weg durch den Schneesturm zu weisen. Um drei Uhr erscheint der Bernhardiner Barry an der Tür, den Knaben Henri auf seinem Rücken tragend. Während sich die älteren der Mönche um dessen Rettung bemühen, brechen sechs der jüngeren, begleitet von dem alten Denis, zur Suche nach dem Vermissten auf, den Barry, halb im Schnee begraben, entdeckt. Von den Mönchen in das Hospiz getragen, können sie anscheinend nur noch seinen Tod feststellen.

### Dritter Gesang
In den freudigen Trubel des beginnenden Jahrmarkts in Saint-Remy bringt ein Mönch der Rose die Botschaft vom Tod ihres Vaters. Als sie mit ihrem Gatten Etienne und dem Mönch zum Hospiz hinaufsteigt, findet sie ihren Vater wiederbelebt, der nun die Vorgeschichte schildert: Wie er mit seiner anderen Tochter bei deren Verheiratung von Saint-Remi über den Pass nach Saint-Pierre gezogen sei, um schließlich nach deren Tod und dem Unfall seines Schwiegersohns sein Enkelkind in die Heimat zurückzutragen.